# پتیلیا پولیکاسترو
پتیلیا پولیکاسترو (به ایتالیایی: Petilia Policastro) یک کومونه در ایتالیا است که در استان کروتون واقع شده‌است. پتیلیا پولیکاسترو ۷۸ کیلومتر مربع مساحت و ۹٬۲۷۶ نفر جمعیت دارد و ۴۳۶ متر بالاتر از سطح دریا واقع شده‌است.